# フサコケムシ
フサコケムシ（総苔虫、学名: Bugula neritina）は、フサコケムシ属 (Bugula) に分類される付着性海洋動物の1種であるが、実際には複数の隠蔽種を含んでいる。フサコケムシは世界的に分布している侵入生物種である。フサコケムシは生物活性天然物であるブリオスタチン類（およそ20の類縁体が確認されている）を生産するため、創薬の観点から興味を持たれている。ブリオスタチン類はがんやアルツハイマー病の治療薬としての可能性が研究されている。フサコケムシは、生物付着研究のモデル生物として、材料科学の分野でも興味が持たれている。